# Vuurtoren van Cromer
De vuurtoren van Cromer (Cromer Lighthouse) staat aan de Engelse oostkust in Cromer, een plaats in het graafschap Norfolk. Hij bevindt zich ongeveer 32 km ten noorden van de stad Norwich. De vuurtoren staat op de heuvelrug Cromer Ridge. Hij vervult een rol als algemeen maritiem navigatiemiddel maar fungeert ook als het eerste herkenningspunt dat schippers die de kust in zuidelijke richting volgen op hun weg ontmoeten nadat ze de vuurtoren van Flamborough Head in Yorkshire achter zich hebben gelaten.
De installatie wordt vanop afstand beheerd door het Planning Centre van Trinity House in Harwich in het Engelse Essex. Trinity House is de eigenaar van de toren en is verantwoordelijk voor de navigatiemiddelen in Engeland, Wales, Gibraltar en de Kanaaleilanden.

## Kenmerken en uitrusting

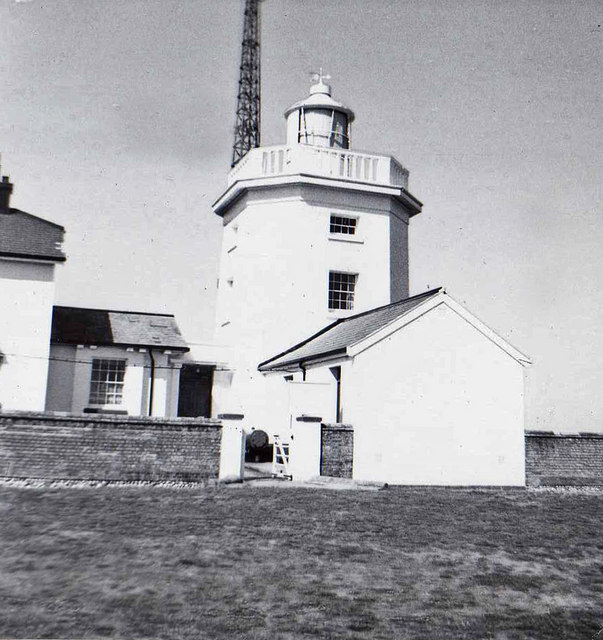
De vuurtoren van Cromer in 1961. Tijdens de dag werd het lichthuis afgeschermd met gordijnen omdat het zonlicht in een stilstaande optiek brand kon veroorzaken. Bepaalde lensdelen werken als een vergrootglas en concentreren het zonlicht. Dit probleem werd later opgelost door het lenzensysteem continu te laten roteren.

De 18 m hoge toren heeft een achthoekige vorm en is volledig wit. Op het platte dak, dat wordt omgeven door een balustrade, werd een wit lichthuis geïnstalleerd waarin zich een roterend catadioptrisch systeem van de derde orde bevindt. Deze fresnellens, die is samengesteld uit zes lenspanelen, genereert om de 5 seconden een witte schittering. Dit licht heeft een sterkte van 294.000 candela en is zichtbaar tot op een afstand van 21 zeemijl (ongeveer 39 km). Boven dit systeem werd een niet roterend noodlicht geïnstalleerd dat wordt ontstoken bij een defect hoofdlicht.
Omdat Trinity House een lantaarn met standaardafmetingen gebruikte die ook op lichtschepen en kleinere vuurtorens werd geïnstalleerd, lijkt het lichthuis in vergelijking met de rest van het bouwwerk eerder klein. Op het volledig ommuurde domein werden twee verblijven voor vuurtorenwachters opgericht die door middel van een korte gang met de toren verbonden zijn. Deze woningen kwamen vrij na de automatisatie in 1990 en worden als vakantiewoningen verhuurd. Het complex ligt tegen een golfterrein aan.
De vuurtoren is voorzien van een Automatic Identification System of AIS, een installatie waarmee schepen automatisch gegevens kunnen uitwisselen zoals bijvoorbeeld hun plaats of bestemming. De toren is ook uitgerust met een Maritiem Mobile Service Identiteit-nummer (MMSI-nummer): een uniek getal van 9 cijfers waarmee hij als radiostation kan geïdentificeerd worden. De toren kan ook gebruikt worden door de Amateur Radio Lighthouse Society, een organisatie van radiozendamateurs die vanop lichtschepen en vuurtorens radioverbindingen tot stand probeert te brengen. Deze organisatie kende aan de toren de identificatiecode ENG 028 toe.
Het helikopterplatform dat zich in de omgeving van het bouwwerk bevindt werd gebruikt voor het transport van personeel van en naar Inner Dowsing, een navigatielicht dat zich 75 km ten noorden van Cromer uit de kust bevond.

## Geschiedenis

### Vuren in kerktorens
Tijdens de middeleeuwen bestonden de bakens langs de Engelse kust uit vuren die in de kerktorens werden gestookt. In Cromer werd de toren van de parochiekerk voor dit doeleinde gebruikt.

### De vijf torens van Clayton
Na 1660, tijdens de regeerperiode van Karel II, stelde Sir John Clayton voor om op vijf plaatsen aan de Engelse oostkust vuurtorens op te richten. Hij voorzag, naast de toren van Cromer, twee torens op de Farne-eilanden, namelijk Inner Farne en Outer Farne, een toren op Flamborough Head en een in Lowestoft. In 1669 verkreeg Clayton, die samenwerkte met George Blake, de toelating om de vijf lichtbakens op te richten. Deze vergunning werd verleend in de vorm van een patent dat 60 jaar geldig was. De toren van Cromer had een achthoekige vorm en rondom het bouwwerk was een verblijf voor vuurtorenwachters opgetrokken.
Om de vuren in de torens brandende te houden werd aan voorbijvarende schippers gevraagd om op vrijwillige basis een tol te betalen waarvan de tarieven in het patent waren vastgelegd. De toren van Cromer bleef echter onverlicht omdat scheepseigenaars weigerden een bijdrage voor de torens te leveren. Omdat de kosten voor het onderhoud van de bouwwerken hoog opliepen is het waarschijnlijk dat ook in de andere vier torens de vuren niet altijd brandden. Dat de toren van Cromer vooral als dagmerk gebruikt werd blijkt dan ook uit zeekaarten waarin het navigatiemiddel vanaf 1680 wordt omschreven als een vuurtoren zonder vuur (a lighthouse, but no fire kept in it). 

### Het patent van Life en Bowell
In 1719 verkreeg landeigenaar Nathaniel Life van Trinity House de toelating om een vuurtoren op te richten op zijn eigendom in Foulness. Om zijn aanvraag te verdedigen bij Trinity House deed hij beroep op Edward Bowell, een van de jongere leden van de vennootschap. Waarschijnlijk richtte Life geen nieuw bouwwerk op maar gebruikte hij de oude toren van Clayton. Het patent, dat geldig was voor een periode van 61 jaar, bepaalde dat de toren na het aflopen van de vergunning in de handen zou komen van Trinity House, samen met een acre (ongeveer 40,47 are) van de omringende grond. Tijdens de looptijd van het patent hadden Clayton en Bowell recht op de inkomsten van de tolgelden die aan de voorbijvarende schepen werden gevraagd, maar dienden ze ook een huurbedrag aan Trinity House te betalen. Op 29 september 1719 werd het licht in de toren voor de eerste maal ontstoken. Er werd gebruik gemaakt van een kolenvuur dat werd afgeschermd door een lichthuis.

### Overname door Trinity House
Na het verlopen van het patent werd Trinity House eigenaar van het bouwwerk. In 1792 rustte de vennootschap de toren uit met een horizontale roterende driehoekige constructie. Aan elke zijde van deze driehoek waren vijf Argandse lampen vastgemaakt, waarvan het licht werd gebundeld door een metalen reflector die achter elke lamp was aangebracht. Een uurwerkmechanisme, dat geregeld diende opgewonden te worden door het dienstdoende personeel, zorgde voor de rotatie van het geheel wat een snelle opeenvolging van schitteringen opwekte. Lokale vissers, die wezen op de gelijkenis met een flikkerende lamp, waren van mening dat de snelle flitsen reizigers de verkeerde richting konden uitsturen en vergeleken de schitteringen met een dwaallicht (will-o-the-wisp). Twee jonge vrouwen, die samen het weekloon van £ 1 ontvingen, namen in het begin de dienst waar, althans volgens de geschriften van J. Saxby.

### Oprichting van de huidige vuurtoren
Door kusterosie, veroorzaakt door het voortdurend inwerken van het zeewater, verdwenen geregeld stukken krijtrots in het water. Grote delen kwamen los in 1799, 1825 en 1852 waardoor de oude vuurtoren bedreigd werd. Bij wijze van voorzorg werd in 1833 de huidige vuurtoren opgetrokken op een plaats die veiligheidshalve dieper in het binnenland lag. In 1866 werd de oude toren door een aardverschuiving vernietigd.
In 1958 werd de toren geëlektrificeerd. Hierbij werd ook het metalen lichthuis aangebracht. De laatste vuurtorenwachters verlieten het complex in 1990 toen het geautomatiseerd werd en het beheer vanop afstand door Trinity House werd overgenomen.

## Monumentstatus
Het complex werd op 21 januari 1977 ingeschreven als grade II listed building op de Statutory List of Buildings of Special Architectural or Historic Interest. Dit betekent dat het vuurtorencomplex wordt beschouwd als een bouwwerk van bijzonder belang dat in zijn huidige toestand moet bewaard blijven en daartoe ook moet worden onderhouden.